# Gastromyzon spectabilis
Gastromyzon spectabilis är en fiskart som beskrevs av Tan 2006. Gastromyzon spectabilis ingår i släktet Gastromyzon och familjen grönlingsfiskar. Inga underarter finns listade i Catalogue of Life.